# Luftangriff auf die Gestapozentrale Oslo (1944)

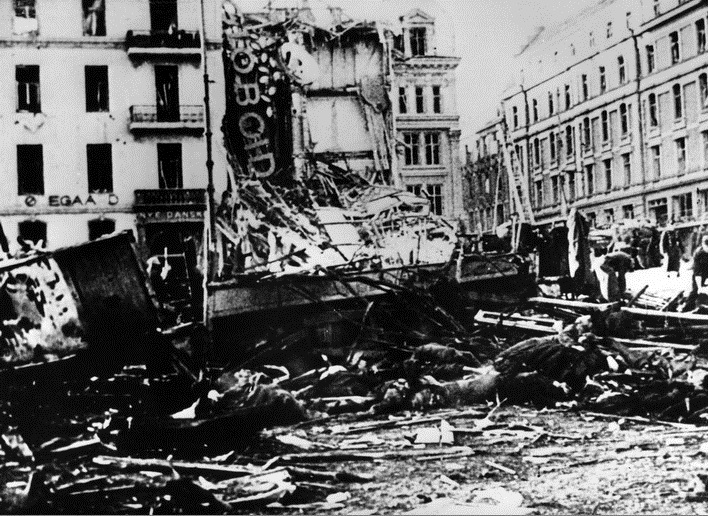
Straßenbahnwrack nach dem Bombenangriff, Dezember 1944

Der Luftangriff auf die Gestapozentrale Oslo (1944) wurde am 31. Dezember 1944 mit zwölf De Havilland DH.98 Mosquito der Royal Air Force (RAF) auf die Gestapozentrale in Oslo geflogen, die sich im Gebäudekomplex Victoria Terrasse befand. Nur die ersten sechs Flugzeuge warfen ihre Bomben ab, während die zweite Angriffswelle wegen der schlechten Sicht durch die Explosionen nicht mehr angreifen konnte. Victoria Terrasse blieb unbeschädigt, aber eine Bombe traf eine voll besetzte Straßenbahn. Insgesamt wurden bei dem Angriff 78 Norweger und 27 Deutsche getötet.